# Trama kulinitschae
Trama kulinitschae är en insektsart. Trama kulinitschae ingår i släktet Trama och familjen långrörsbladlöss. Inga underarter finns listade i Catalogue of Life.